# Усть-Кан (Республика Алтай)
Усть-Кан (алт. Кан Оозы) — село в Республике Алтай России, административный центр Усть-Канского района. Образует Усть-Канское сельское поселение.

## Этимология
Алтайское название Кан-Оозы (устье реки Кан). Гидроним кан из современных сибирских тюркских языков не объясняется, но его анализ на широком топонимическом фоне Центральной Азии позволил восстановить для алтайского кан значение «река». Возможна связь с родоплеменным наименованием кан.

## География
Расположено в месте впадения рек Кан и Кутерген в реку Чарыш, на высоте 1010 м над уровнем моря. Из села идут дороги в Туекту, Солонешное, Коргон и Усть-Коксу. До Горно-Алтайска 260 км, до ближайшей железнодорожной станции Бийск 360 км.
В 4 км от села расположена Усть-Канская пещера.
В селе Усть-Кан климат холодно-умеренный. Количество осадков значительное. По классификации Кёппена — влажный континентальный климат с тёплым летом и сухой зимой. Климатическое лето продолжается с середины июня до середины августа, зима — с конца октября до начала апреля.
| Показатель                                                                               | Янв.  | Фев.  | Март  | Апр. | Май   | Июнь | Июль | Авг. | Сен.  | Окт. | Нояб. | Дек.  | Год   |
| ---------------------------------------------------------------------------------------- | ----- | ----- | ----- | ---- | ----- | ---- | ---- | ---- | ----- | ---- | ----- | ----- | ----- |
| Абсолютный максимум, °C                                                                  | 7,9   | 11,0  | 21,1  | 26,6 | 30,0  | 32,0 | 34,5 | 34,2 | 30,0  | 23,3 | 21,0  | 9,4   | 34,5  |
| Средний суточный максимум, °C                                                            | −10   | −9    | −2,9  | 7,1  | 15,8  | 21,0 | 22,7 | 20,4 | 15,3  | 5,7  | −4,1  | −9,1  | 6,4   |
| Средняя температура, °C                                                                  | −14,9 | −14,6 | −8,4  | 1,3  | 9,1   | 14,5 | 16,4 | 14,0 | 8,9   | 0,8  | −8,4  | −13,7 | 0,4   |
| Средний суточный минимум, °C                                                             | −19,8 | −20,1 | −13,8 | −4,5 | 2,5   | 8,1  | 10,1 | 7,7  | 2,5   | −4,1 | −12,6 | −18,2 | −4,6  |
| Абсолютный минимум, °C                                                                   | −44,3 | −38   | −36,1 | −25  | −13,6 | −3,9 | −1   | −3,4 | −10,5 | −29  | −45,8 | −37,7 | −45,8 |
| Норма осадков, мм                                                                        | 17    | 16    | 20    | 39   | 72    | 70   | 83   | 76   | 59    | 55   | 36    | 24    | 567   |
| Источник: Абсолютные максимумы и минимумы за 1971-2020 гг., Средние температуры и осадки |       |       |       |      |       |      |      |      |       |      |       |       |       |

## История
Основано в 1876 году.

## Население
| 1939  | 1959  | 1970  | 1979  | 1989  | 2002  |
| ----- | ----- | ----- | ----- | ----- | ----- |
| 1838  | ↗2432 | ↘2429 | ↗2690 | ↗3022 | ↗3528 |
| 2010  | 2011  | 2012  | 2013  | 2014  | 2015  |
| ↗4123 | ↘4114 | ↘4061 | ↗4139 | ↗4317 | ↗4391 |
| 2016  | 2017  | 2018  | 2019  | 2020  | 2021  |
| ↗4542 | ↗4629 | ↗4691 | ↘4674 | ↗4784 | ↗4892 |

## Спорт
На базе местной ДЮСШ с 1984 года действует детско-юношеский спортивный клуб Чарас, победитель всесоюзных соревнований «Плетёный мяч» 1985 года, серебряный призёр сезона 2011/2012 гг.

## Радиовещание
1,350 AM «Радио России» / ГТРК «Горный Алтай» (Молчит);
102,8 МГц «Радио России» / ГТРК «Горный Алтай»;

## Люди, связанные с селом
- Зоя Александровна Крахмальникова (1929—2008) — религиозный философ, участница диссидентского движения в СССР, отбывала здесь ссылку в 1983—1986 годах.
- Цвикевич, Иван Иванович (1891—1938) — медик, белорусский общественный и научный деятель, публицист и переводчик, до своей смерти отбывал здесь ссылку и работал врачом районной больницы.
- Шодоев, Иван Васильевич (1914—2006) — алтайский писатель и журналист.

## Топографические карты
- Лист карты M-45-VII Усть-Кан. Масштаб: 1 : 200 000. Указать дату выпуска/состояния местности.